# Ángel de ternura
Ángel de ternura es el nombre del álbum de estudio debut del cantante salvadoreño Álvaro Torres con la compañía discográfica DILA. En este álbum Álvaro Torres recorre sentimientos como siempre profundos, refinados y variados. Se va consolidando en su estilo musical con destacadas interpretaciones como lo son el caso de "Voy a buscar a alguien", "Ella" o "Para olvidarme de ti". Fue lanzado al mercado en el mismo año 1981 por Discos Latinoamericanos DILA.

## Lista de temas
1. Ella
2. Voy a buscar a alguien
3. Lo siento
4. Para olvidarme de ti
5. O todo o nada
6. Ángel de ternura
7. Qué más querías
8. Inténtalo
9. Unos minutos al día
10. En un rincón del alma

- Datos: Q6173600